# ヒューストン (軽巡洋艦)
ヒューストン (USS Houston, CL-81) は、アメリカ海軍の巡洋艦。クリーブランド級軽巡洋艦の1隻。艦名はテキサス州ヒューストンに因む。その名を持つ艦としては3隻目。直接的には日本海軍に撃沈された2代目（重巡洋艦）の襲名艦である。

## 艦歴
ヒューストンは当初「ビックスバーグ (USS Vicksbourg) 」の艦名でバージニア州ニューポート・ニューズのニューポート・ニューズ造船所で起工した。蘭印作戦にともなうバタビア沖海戦で戦没したノーザンプトン級重巡洋艦「ヒューストン (USS Houston, CA-30) 」に敬意を表して、1942年10月12日に「ヒューストン」と改名された。11月中旬、フランク・ノックス海軍長官はテキサス州ヒューストンを訪問し、新「ヒューストン」建艦費公募運動に参加した。1943年6月19日、C. B. ハミル夫人によって命名・進水した。1943年12月20日、艦長ウィリアム・W・ベーレンス大佐の指揮下就役した。就役の際、乗組員は1943年7月にクラ湾夜戦で撃沈された軽巡「へレナ (USS Helena, CL-50) 」の生き残りを中心としたベテランで構成されていた。

### 太平洋戦線
3代目「ヒューストン」は1944年2月1日にノーフォークを出航し、カリブ海へ整調に向かう。その後、ボストン沖での訓練後、4月16日に太平洋へ向けて出航した。パナマ運河およびサンディエゴを経由し、5月6日に真珠湾に到着した「ヒューストン」は、さらなる訓練の後、5月31日にマジュロ環礁に到着し、マーク・ミッチャー中将率いる第58任務部隊 (TF58) に合流した。「ヒューストン」はTF58と共にマリアナ諸島への攻撃を行うこととなり、大規模な上陸作戦の援護や太平洋の島々に対する重要な作戦に参加した。
「ヒューストン」は6月5日にマジュロを出撃し、TF58の護衛として6月12、13日のマリアナ諸島攻撃、6月15、16日の小笠原諸島攻撃の援護を行った。6月15日、リッチモンド・K・ターナー中将率いる上陸部隊がサイパン島に上陸。サイパン防衛のために日本軍はあ号作戦を発動し、小沢治三郎中将率いる機動部隊がマリアナ沖目指して進撃していた。日本の機動部隊からは、小沢苦心のアウトレンジ戦法による4波の攻撃隊がTF58を襲ったが、ヒューストンを含む任務部隊の全艦艇はレーダーと近接信管を駆使して日本機を次々と撃墜した。いわゆる「マリアナの七面鳥撃ち」である。
日本軍機を追い払った後、TF58は翌6月20日に攻撃隊を繰り出して空母「飛鷹」を撃沈。前日に潜水艦「アルバコア (USS Albacore, SS-218) 」と「カヴァラ (USS Cavalla, SS-244) 」の目覚しい働きによって空母「大鳳」「翔鶴」がそれぞれ撃沈されており、海戦はアメリカ側の勝利に終わった。「ヒューストン」は6月26日からはグアム、ロタ島への艦砲射撃を行い、レーダー基地、滑走路および航空機約10機を破壊した。8月12日にエニウェトク環礁に帰投し、次期作戦に備えた。
8月26日、第5艦隊は司令部のみが入れ替わって第3艦隊と代わり、ウィリアム・ハルゼー大将が指揮を執る事となった。指揮下の任務部隊も第38任務部隊 (TF38) に編成変えとなり、「ヒューストン」はジェラルド・F・ボーガン中将率いる第38.2任務群 (TG38.2) に入った。8月30日、「ヒューストン」はパラオ攻撃のため駆逐艦群を従えて出撃。9月6日、ペリリュー島に対し、来る上陸作戦に備えて艦砲射撃を行った。空母部隊はフィリピン近海に進み空襲を行い、9月17日から19日まではペリリューの戦いの支援を行った。
10月1日、「ヒューストン」は任務部隊の他の艦艇とともに、占領したばかりのウルシー環礁に帰投し、短期間で整備日ののち10月6日に沖縄島に向けて出撃した。10月10日に沖縄に対する空襲を行った後、2日後には台湾各地を空襲した。

### 台湾沖航空戦
一連の空襲により、TF38は台湾にある航空基地を片っ端から潰していき、これに対して日本の第一航空艦隊（寺岡謹平中将）と第二航空艦隊（福留繁中将）は攻撃隊を何度も出撃させた。10月12日、「ヒューストン」は日本の航空攻撃に対して対空砲火を撃ち、4機を撃墜。翌13日も航空攻撃を跳ね返し続けた。しかしこの日、ボルチモア級重巡「キャンベラ (USS Canberra, CA-70) 」に航空魚雷1本が命中し、同艦は炎上して航行不能に陥った。10月14日、「ヒューストン」は3度の攻撃を受け、18時45分ごろの攻撃で航空魚雷1本が右舷機関室区画付近に命中した。航行不能に陥った「ヒューストン」では、早くも総員退艦が令されたが、すぐさまこれは取り消され、ベーレンズ艦長は艦の曳航を要請し、重巡「ボストン (USS Boston, CA-69) 」がこれに応えた。キャンベラの曳航は重巡「ウィチタ (USS Wichita, CA-45) 」に委ねられた。
「ヒューストン」と「キャンベラ」の件で大騒ぎしている頃、ハルゼーは妙案を思いついた。傍受した日本側のラジオからは大勝利を連呼する放送が流れ、日本側が「アメリカ艦隊全滅」と信じきっていると感じたハルゼーは、日本に対して罠を仕掛けることにした。「ヒューストン」と「キャンベラ」を中心に囮部隊である第30.3任務群 (TG30.3) を臨時編成し、これを "敗残アメリカ艦隊" に仕立て上げ、その艦隊から適度に離れた場所に2つの任務群を置き、罠に引っかかってお出ましになった日本のあらゆる部隊を一網打尽にしようと企てたのである。

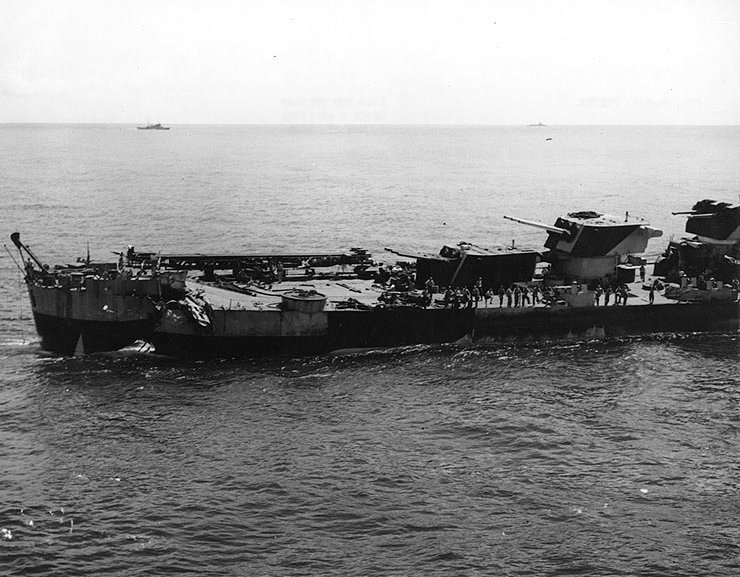
10月16日に2度目の魚雷命中を受けた後の「ヒューストン」の艦尾

真夜中までには、「ヒューストン」と「キャンベラ」の曳航準備は整い、両艦は "敗残アメリカ艦隊" の中枢としてウルシーに向けて、最高6ノットの速力で曳航され始めた。「ヒューストン」は「ボストン」および艦隊曳船「パウニー (USS Pawnee, ATF-74) 」に曳航されていた。10月16日午後、台湾からの攻撃隊が "敗残艦隊" を空襲し、そのうちの1機の魚雷が「ヒューストン」の艦尾に命中し、観測機用の格納庫に浸水し被害が大きくなった。
ベーレンズ艦長は必要な乗組員以外は他の艦船に避難させ、「ヒューストン」には幹部と被害対策班だけが残って、懸命に艦を生かすよう努力し続けた。日本側はハルゼーの読みどおり、"敗残艦隊" を本物の敗残艦隊と信じて攻撃を加えたが、予想された水上部隊、志摩清英中将率いる第五艦隊はついに出現しなかった。偵察機を発見し、大勝利が幻であることを察知し避退したからである。志摩中将の艦隊は奄美大島に向かい、その代わりとして攻撃隊が "敗残艦隊" を襲った。ハルゼーの策略は、最終的には成功しなかった。「ヒューストン」と「キャンベラ」は、やがて日本機の勢力圏内を脱し、10月27日にウルシーに帰投。応急修理の後、マヌス島に回航され12月20日に到着し、同地の浮きドックで修理を行った。さらに本格的な修理を行うことが決まったが、西海岸にある施設は、他の損傷を受けた艦船の修理で手一杯であり、手が回らないということで、真珠湾を経てブルックリン海軍工廠に回航され、1945年3月24日に到着した。入渠中に戦争が終結し、ヒューストンは二度と戦線に復帰することはなかった。

### 戦後
「ヒューストン」は広範囲に及ぶ修理の後、1945年10月11日にニューヨーク湾から出航した。カリブ海での回復訓練後、ロードアイランド州ニューポートを拠点として訓練演習を行う。1946年4月16日にヨーロッパおよびアフリカへの親善訪問に向けて出航、スカンジナビア、ポルトガル、イタリア、エジプトの各都市を訪問した。
「ヒューストン」は1946年12月14日に帰国し、その後訓練および即応演習に参加、1947年5月17日に第12巡洋艦隊と共に出航し地中海の巡航に向かう。1947年8月16日にフィラデルフィアに帰還し、12月15日に予備役となり、10年以上保管される。1959年3月1日に除籍され、スクラップとして処分された。
「ヒューストン」は第二次世界大戦の戦功で3個の従軍星章を受章した。